# Spielplatz (Film)
Spielplatz ist ein Dokumentarfilm des DEFA-Studios für Wochenschau und Dokumentarfilme von Heinz Müller aus dem Jahr 1966.

## Handlung
Die Kamera zeigt einen Spielplatz zwischen den Bäumen und Wohnhäusern in der Anlage des Helmholtzplatzes im Berliner Stadtbezirk Prenzlauer Berg. Umrandet von Sitzgelegenheiten befinden sich Schaukeln, Wippen und Klettergerüste auf dem sandigen Untergrund. Die Geräte sind besetzt von Kindern, die sich nach der Schule hier aufhalten. Andere nutzen die Gelegenheit, um im Park ihre Schulaufgaben zu erledigen. Eine Gruppe von Vorschulkindern mit ihrer Kindergärtnerin stürmt das Klettergerüst. Erholungssuchende Bürger auf den Bänken schauen den Kindern zu, während die Fußwege gekehrt werden.
Ein Blick über das gesamte Areal zeigt das Wohngebiet im Umfeld des Helmholtzplatzes. Mit einem Sprengwagen der Stadtreinigung wird die Straße gesäubert. Auf einem Balkon der anliegenden Häuser pflegt eine Frau ihre Blumen. Man sieht die „Helmholtz-Klause“, eine Schuhmacherei, ein Geschäft mit der Leuchtreklame „Stoffe – Trikotagen“ und die „Helmholtz-Apotheke“ sowie Bestatter, die einen Sarg aus einem Wohnhaus tragen, um ihn in einen Leichenwagen schieben. Ältere und junge Leute nutzen den Park zur Erholung, um ihre Einkäufe auf dem kürzesten Weg nach Haus zu bringen oder auch nur, um sich auf den Parkbänken zu unterhalten beziehungsweise auszuruhen, manch einer will nur eine Zeitung lesen.
Während auf einer Begrenzungsmauer des Rasens zwei Schachspieler ihr Brett aufgebaut haben und sich auf das Spiel konzentrieren, richten sich an verschiedenen Tischen die Skatspieler ein. Dazu gehört natürlich eine Tischdecke als Unterlage und der Blick fällt auf die Hände, Spielkarten und Geldmünzen. Natürlich finden sich auch hier sofort mehrere Zuschauer ein, die immer alles besser wissen wollen. Als ein Regen mit Gewitter einsetzt, leert sich der Platz sehr schnell. Doch genauso schnell sind die Bänke und Spielgeräte nach dem Regen wieder belegt, als ob nichts gewesen wäre.
Gegen Abend erobern halbstarke Jugendliche mit Kofferradios den Platz. Sie sitzen auf den Begrenzungsstangen oder balancieren darauf, rauchen und unterhalten sich. Junge Pärchen machen den kleinen Kindern den Platz auf den Schaukeln streitig.

## Produktion und Veröffentlichung
Der Helmholtzplatz in Berlin-Prenzlauer Berg wird als Treffpunkt der Generationen vorgestellt.
Das Anlaufdatum des Schwarzweißfilms in den Kinos der DDR war der 25. Februar 1966.